# Otter Lake (Quebec)
Otter Lake es un municipio canadiense situado en la provincia de Quebec.

## Superficie
Otter Lake tiene una superficie de 454,7 km².

## Demografía
En 2021, tenía 1041 habitantes, una densidad poblacional de 2,3 hab./km², y 1134 viviendas.